# Arthur Harris-szobor
A londoni Arthur Harris-szobor a brit királyi légierő bombázó egységei egykori parancsnokának, Arthur Harris marsallnak állít emléket.

## Története
A szobrot 1989-ben, öt évvel halála után, születésének századik, a bombázóparancsnokság átvételének ötvenedik évfordulóján rendelték meg. Az alkotás 1992-re készült el. Az emlékmű tiszteletadás a második világháborúban a brit bombázógép-személyzet 55 ezer hősi halált tagja előtt is. Az ötlet két egykori pilótától, Ken Batchelortól és Michael Beethamtől származik.
A szobor elkészítésével Faith Wintert bízták meg, aki már megmintázta a brit légierő egy másik világháborús parancsnokát, a vadászpilóták vezetőjét, Hugh Dowdingot. Az ő szobra a Brit Királyi Légierő háborúban bombatalálatot kapott, majd újra felépített temploma, a St Clement Danes, előtt állt, ugyanoda szánták a Harris-emlékművet is. A munkátban részt vett Tony Hart és Mike Goss építész is. A szobrot a Burleighfield Arts Limitednél öntötték. A szükséges százezer font jelentős részét a bombázótársaság (Bomber Command Association) tagjai és támogatói adták össze.
Winter a Brit Királyi Légierő egyenruhájában örökítette meg Arthur Harrist. A bronzalak kőtalapzaton áll, kezeit a háta mögött összefonja. A szobrász azt mondta, olyan embert akart megformázni, aki „teljességgel gyűlöli, amit kötelességének érez megtenni”. A talapzaton a következő felirat olvashatóː „Egy nagyszerű parancsnok és a bombázóparancsnokság bátor legénységének emlékére, akik közül több mint 55 ezren életüket adták a szabadság ügyéért. A nemzet mérhetetlenül sokkal tartozik valamennyiüknek.”
A szobrot Erzsébet  királyné leplezte le 1992. május 31-én. A szoborállítást nem kísérte egyöntetű helyeslés, több tiltakozás is volt ellene, októberben valaki vörös festékkel azt fújta a talapzatra, hogy szégyen. 2020-ban ismét kiújultak a viták, és kezdeményezés született a szobor eltávolítására, de a veteránok támogatásukról biztosították. A vitát az váltotta ki, hogy Arthur Harris nevéhez fűződik a német városok  általános bombázása, amely rengeteg civil életébe került és számos történelmi településközpont elpusztítását eredményezte.